# Elmar Fischer
Elmar Fischer (Feldkirch, 6 de octubre de 1936-Feldkirch, 19 de enero de 2022) fue un prelado católico, teólogo y psicoterapeuta austríaco. Se desempeñó como obispo de la diócesis de Feldkirch entre 2005 y 2011.

## Biografía

### Formación
Asistió a la escuela de formación de profesores en Feldkirch de 1950 a 1955, y estudió filosofía y teología en la Universidad de Innsbruck hasta 1962. En 1969 recibió su doctorado en teología con su disertación “Sobre el cuidado pastoral en el Vicariato General de Feldkirch de 1818 a 1848”.

### Sacerdocio
Fue ordenado sacerdote el 29 de junio de 1961 y luego fue capellán en Lustenau/Rheindorf desde 1962 y preboste pastoral en Sibratsgfäll desde 1965. De 1970 a 1982 fue rector del internado diocesano Marianum en Bregenz, y de 1974 a 1990 se desempeñó como director de la escuela diocesana de consejeros matrimoniales, familiares y de vida. De 1979 a 1990 dirigió el Centro Matrimonial y Familiar de la Diócesis de Feldkirch (EFZ).
El 6 de marzo de 1989, el obispo Klaus Küng lo nombró vicario general de la diócesis de Feldkirch. El 27 de febrero de 1990, el Papa Juan Pablo II le otorgó el título de Prelado Pontificio Honorario. El 7 de octubre de 2004 se convirtió en representante permanente del obispo Klaus Küng, quien primero se convirtió en visitador apostólico y luego en obispo de la diócesis de Sankt Pölten.

### Episcopado
El 24 de mayo de 2005, el Papa Benedicto XVI lo nombró Obispo de Feldkirch. La consagración episcopal tuvo lugar el 3 de julio de 2005 por Klaus Küng, Obispo de Sankt Pölten, en la catedral de San Nicolás en Feldkirch. Los co-consagrantes fueron Alois Kothgasser, Arzobispo de Salzburgo, y Alfredo Schäffler, Obispo de Parnaíba en Brasil. Fischer eligió el pasaje del Evangelio de Mateo como lema episcopal: “¡Buscad el reino de Dios – en todo! El resto se te dará".

#### Renuncia
El 15 de noviembre de 2011, Benedicto XVI aceptó la renuncia presentada por Fischer por razones de edad. Fischer se comprometió con la beatificación de Carl Lampert y la concesión póstuma del Premio Romero a la misionera de Vorarlberg Hermana Maria Pacis Irene Vögel CPS.

### Fallecimiento
En enero de 2022 enfermó gravemente de COVID-19. Falleció el 19 de enero a la edad de 85 años, en la unidad de cuidados intensivos del Hospital Estatal de Feldkirch.

## Consejería matrimonial y familiar
Estuvo involucrado en el asesoramiento matrimonial y familiar, la preparación para el matrimonio y la educación familiar durante muchos años. Después de administrar el Centro Matrimonial y Familiar de la Diócesis de Feldkirch (EFZ) de 1979 a 1990, ingresó en la lista de psicoterapeutas aprobados por el estado en 1991.

## Dichos sobre la homosexualidad
En una entrevista con ORF Radio Vorarlberg en febrero de 2009, Fischer declaró su apoyo al controvertido obispo auxiliar designado de Linz Gerhard Wagner, y aseguró que la homosexualidad, como el alcoholismo, debería clasificarse como una "enfermedad mental", y por ende podría ser curada.
Unos años antes, en 1996 y como vicario general, envió una carta a todas las parroquias católicas de la diócesis en la que enfatizó, entre otras cosas, la conexión entre la homosexualidad y la promiscuidad.
Johannes Wahala, presidente de la Sociedad Austriaca de Investigación Sexual, presentó una denuncia ante el Ministerio Federal de Salud tras las declaraciones de Fischer. Fischer fue acusado de violar la obligación de seguir formándose, de repetir afirmaciones patologizantes y discriminatorias contra su buen juicio, de abusar de su papel de psicoterapeuta para difundir actitudes discriminatorias y de perjudicar la profesión de psicoterapeuta.

## Honores
- Nombramiento para el Consejo Espiritual (Consiliarius).
- Nombramiento por el Papa Juan Pablo II como Prelado Pontificio Honorario (decreto del 27 de febrero de 1990).

## Publicaciones
- Como editor: 33 Pasos a Jesús. Cuadernillo de preparación para la entrega de la vida a Cristo por manos de María. Sin fecha (136 pág.).[8]